# بیلیسوما شوگی
بیلیسوما شوگی (انگلیسی: Bilisuma Shugi؛ زادهٔ ۱۹ ژوئیه ۱۹۸۹) دونده استقامت اتیوپیایی‌‌تبار اهل بحرین است.
وی در مسابقات کشوری و بین‌المللی در مجموع برندهٔ ۱ مدال طلا، ۱ مدال نقره، ۱ مدال برنز شده‌است.